# Lubuk Jering (Air Hitam)
Lubuk Jering is een bestuurslaag in het regentschap Sarolangun van de provincie Jambi, Indonesië. Lubuk Jering telt 1775 inwoners (volkstelling 2010).